# Västergötlands runinskrifter 28
Västergötlands runinskrifter 28 är ett nu försvunnet vikingatida runristat fragment av en gravhäll av kalksten som funnits på Häggesleds kyrkogård, Häggesleds socken och Lidköpings kommun. Fragmentet är 0,5 x 0,27 meter stort.

## Inskriften
Translitterering av runraden:
[... : friþ-... ...]
Normalisering till runsvenska:
... Frið... ...
Översättning till nusvenska:
... Frid ...